# Yuka Kobayashi (Skispringerin)
Yuka Kobayashi (jap. 小林 諭果, Kobayashi Yuka; * 16. Mai 1994 in Hachimantai, Präfektur Iwate) ist eine japanische Skispringerin.

## Werdegang
Kobayashi gab am 8. März 2008 in Zaō ihr Debüt im Continental Cup und belegte den 29. Platz. Beim zweiten Springen konnte sie als 30. erneut Punkte holen. Kobayashi ging bisher nur bei Springen in Japan international an den Start. Die Saison 2008/09 war ihre bisher erfolgreichste. Sie ging in Zao erneut an den Start und belegte die Plätze 26 und 25. In der Saison 2009/10 gewann Kobayashi zwar beim ersten Springen als 30. einen Punkt, verpasste jedoch beim zweiten Springen als 32. den 2. Durchgang. In der Saison 2010/11 holte sie als 30. in Zao einen Punkt.
Am 3. März 2012 gab Kobayashi ihr Debüt in Zaō im Skisprung-Weltcup. Mit einem 40. und einem 41. Platz blieb sie ohne Weltcup-Punkte. Bei den Junioren-Weltmeisterschaften 2013 in Liberec wurde sie 24. im Einzelspringen, bevor sie mit der Mannschaft im Teamspringen auf den fünften Rang sprang. Im Januar 2014 kam Kobayashi erneut im Weltcup erneut zum Einsatz, blieb aber erneut ohne Punkte. Erst ein Jahr später gelang ihr dies schließlich mit einem 30. und einem 23. Platz in Sapporo. Bei der folgenden Winter-Universiade 2015 in Štrbské Pleso gewann sie zweimal Silber sowie die Goldmedaille mit der Mannschaft im zweiten Teamspringen.
Bei der Winter-Universiade 2017 in Almaty gewann Kobayashi die Silbermedaille im Einzelwettbewerb hinter Haruka Iwasa und vor Marta Křepelková. Im Mixedwettbewerb gewann sie mit ihrem Landsmann Max Koga die Bronzemedaille hinter ihren Landsleuten Haruka Iwasa und Naoki Nakamura sowie der tschechischen Mannschaft, während sie im Mannschaftswettbewerb mit Landsfrau Haruka Iwasa Gold vor Tschechien und Russland errang.

## Statistik

### Weltcup-Platzierungen
| Saison  | Platz | Punkte |
| ------- | ----- | ------ |
| 2014/15 | 42.   | 09     |
| 2017/18 | 50.   | 04     |
| 2019/20 | 47.   | 03     |

### Grand-Prix-Platzierungen
| Saison | Platz | Punkte |
| ------ | ----- | ------ |
| 2016   | 38.   | 006    |
| 2021   | 46.   | 017    |
| 2022   | 10.   | 117    |

### Continental-Cup-Platzierungen
| Saison  | Platz | Punkte |
| ------- | ----- | ------ |
| 2007/08 | 71.   | 03     |
| 2008/09 | 70.   | 11     |
| 2009/10 | 69.   | 01     |
| 2010/11 | 87.   | 01     |
| 2011/12 | 33.   | 38     |

## Privates
Yuka Kobayashi ist die Schwester der Skispringer Tatsunao Kobayashi, Junshirō Kobayashi und Ryōyū Kobayashi.